# 8839 Novichkova
8839 Novichkova è un asteroide della fascia principale. Scoperto nel 1989, presenta un'orbita caratterizzata da un semiasse maggiore pari a 3,1061583 UA e da un'eccentricità di 0,1768914, inclinata di 4,95479° rispetto all'eclittica.